# برستون غلاس
برستون غلاس (بالإنجليزية: Preston Glass)‏ هو منتج أسطوانات وكاتب أغاني وملحن أمريكي، ولد في 5 أبريل 1960 في كاليفورنيا في الولايات المتحدة.

## وصلات خارجية
- برستون غلاس على موقع ميوزك برينز (الإنجليزية)
- برستون غلاس على موقع أول ميوزيك (الإنجليزية)
- برستون غلاس على موقع ديسكوغز (الإنجليزية)